# Greedy (Film)
Greedy ist eine US-amerikanische Filmkomödie von Jonathan Lynn aus dem Jahr 1994.

## Handlung
Der vermögende und im Rollstuhl sitzende Joe McTeague wird vom Großteil seiner Familie umschlichen, die alle ein Auge auf sein Erbe geworfen haben. Auf gemeinsamen Familienfeiern versuchen sie sich gegenseitig auszustechen. Als ihnen Joe aber seine junge Krankenpflegerin Molly Richardson präsentiert, die ihn schmeichelnd umwirbt, fürchten sie, dass er ihr alles vermacht. Ihnen kommt die Idee, Danny, den Sohn seines Cousins Daniel, mit dem er sich zerstritten hat, aufzutreiben, da der junge Danny stets sein Liebling war.
Danny ist Bowler und träumt davon, sein eigenes Bowlingcenter zu eröffnen. Beim Turnier, mit dessen Gewinn er dies hätte bezahlen können, scheitert er jedoch am letzten Wurf. Joe bietet ihm daher an, ihm das Geld zu geben, wenn er seinen Vater anruft und sagt, dass er Joe ihm vorzieht. Danny lehnt dies zunächst ab. Dennoch besucht er Joe wieder und bekommt mit, wie er offensichtlich langsam zu alt zum Leiten seines Unternehmens wird. Joe offenbart ihm daraufhin, dass er plant, Molly die Kontrolle über das Unternehmen zu übergeben, was Danny ihm ausreden möchte. Hingegen sagt er Molly, dass er Danny die Firma geben will, wogegen sie ebenso Einspruch erhebt. Daniel und Molly kämpfen um die Gunst von Joe und gegen den Rest der Familie, wobei zahlreiche früher erklärte Grundsätze gebrochen werden. Als Molly droht, mit Joe zu schlafen, um ihren Willen durchzusetzen, lädt schließlich Danny seinen Vater ein und bricht mit ihm, wie Joe es sich gewünscht hatte. Daraufhin verlässt Molly das Haus und Joe wählt Danny als Erben.
Seiner Freundin Robin Hunter gegenüber offenbart Danny jedoch, dass es gar nicht sein wirklicher Vater gewesen ist, sondern nur ein Schauspieler, den er engagiert hatte. Robin ist entsetzt und enttäuscht, worauf sie ihn verlässt.
Joe und Danny treffen sich bei seinem Anwalt, um die Übereignungsurkunde zu unterzeichnen. Da erscheinen der Rest der Familie mit Dannys echtem Vater und offenbaren so Dannys falsches Spiel. Während sich die Familie noch streitet, wird von den Anwälten offenbart, dass Joe sein ganzes Vermögen bereits ausgegeben habe. Die Verwandten inklusive Danny sind wütend und gehen weg. Während sich Danny bei Robin entschuldigt und sie sich versöhnen, werden Joes Wertgegenstände versteigert und er selbst geht in ein Krankenhaus. Danny nimmt ihn schließlich zu sich, da er ihn trotz allem nicht in einem Heim sehen will. Nach anfänglichen Schwierigkeiten stellt sich jedoch heraus, dass die Pleite nur vorgetäuscht war, um herauszufinden, welcher seiner Verwandten Joe wohl wirklich liebt. Er lädt Robin und Danny ein, nun bei ihm zu leben. Als sie annehmen, steht Joe auch aus seinem Rollstuhl auf und geht vorweg hinaus.

## Kritiken
Das Lexikon des internationalen Films schrieb, die Komödie gehe in „leerem Getöse“ unter und „verschenke“ die Gags. Die Stars seien keine Bereicherung des Films, weil sie „lediglich ihr Repertoire abziehen“.
James Berardinelli schrieb, der Film wisse nicht, was er sein wolle. Nur der Anfang sei „brillant“, „frisch“ und „witzig“. Phil Hartman spiele „perfekt“, aber Kirk Douglas nur „angemessen“, zumal seine Rolle keine „Herausforderung“ sei.

## Hintergründe
Die Komödie wurde in Los Angeles gedreht und brachte in den US-Kinos 13,1 Millionen Dollar ein. Sie wird im deutschen Fernsehen unter dem Titel Greedy – Erben will gelernt sein ausgestrahlt.